# Sásd vasútállomás
Sásd vasútállomás egy Baranya vármegyei vasútállomás, Sásd városában, a MÁV üzemeltetésében.
A kisváros központjától pár száz méterre fekszik észak-északnyugati irányban; közúti elérését a 611-es főútból kiágazó 65 366-os számú mellékút (települési nevén Zrínyi Miklós utca) biztosítja.

## Vasútvonalak
Az állomást az alábbi vasútvonalak érintik:
- Budapest–Pécs-vasútvonal

## Kapcsolódó állomások
A vasútállomáshoz az alábbi állomások vannak a legközelebb:
- Vásárosdombó vasútállomás (Budapest–Pécs-vasútvonal)
- Godisa vasútállomás (Budapest–Pécs-vasútvonal)

## Forgalom
| Járat              | Útvonal | Gyakoriság        |
| ------------------ | --- | ----------------- |
| személyvonat       | Dombóvár – Kaposszekcső – Vásárosdombó – Sásd – Godisa – Szatina-Kishajmás – Abaliget – Hetvehely – Bükkösd – Cserdi-Helesfa – Szentlőrinc – Bicsérd – Mecsekalja-Cserkút – Pécs | 2 óránként        |
| személyvonat       | Komló – Mecsekjánosi – Mecsekpölöske – Magyarszék – Magyarhertelend – Bodolyabér – Godisa – Sásd (– Vásárosdombó – Kaposszekcső) – Dombóvár | Napi 5-6 pár      |
| Helikon InterRégió | Győr – Győr-Gyárváros – Győrszabadhegy – Gyömöre-Tét – Szerecseny – Vaszar – Pápa – Celldömölk – Jánosháza – Sümeg – Tapolca – Balatonederics – Balatongyörök – Vonyarcvashegy – Gyenesdiás – Keszthely – Balatonszentgyörgy – Balatonberény – Balatonmáriafürdő – Balatonfenyves alsó – Balatonfenyves – Alsóbélatelep – Bélatelep – Fonyód – Lengyeltóti – Öreglak – Somogyvár – Pamuk – Osztopán – Somogyjád – Kapostüskevár – Kaposvár – Dombóvár alsó – Sásd – Szentlőrinc – Pécs | Napi 1 pár        |
| Mecsek InterCity   | Budapest-Keleti – Budapest-Kelenföld – Sárbogárd – Dombóvár (– Sásd) – Szentlőrinc – Pécs | Napi 1 pár        |
| Fenyves sebesvonat | Pécs – Szentlőrinc – Sásd – Dombóvár alsó – Kaposvár – Fonyód – Bélatelep – Alsóbélatelep – Balatonfenyves – Balatonfenyves alsó – Máriahullámtelep – Máriaszőlőtelep – Balatonmáriafürdő – Balatonberény – Balatonszentgyörgy – Keszthely | Nyáron napi 1 pár |